# Jiří VI. z Lichtenštejna
Jiří VI. z Lichtenštejna-Steyreggu (německy Georg VI., Herr von Liechtenstein zu Steyregg, 1480 – 6. srpna 1548) byl moravský a rakouský šlechtic z rodu mikulovských Lichtenštejnů, pán hradu Lichtenštejna a Steyreggu v Horních Rakousích, a dalších (Rutenstein, Reichenstein, Drnholec a Wilfersdorf), sloužil v císařské armádě, kde dosáhl hodnosti generála.

## Život
Narodil se jako syn moravského zemského hejtmana Jindřicha VII. z Lichtenštejna († 1483) a jeho manželky Anežky ze Starhembergu (1461–1501), dcery Jana IV. ze Starhembergu (1412–1474), hejtmana Rakous nad Enží a Anežky z Hohenbergu (1416–1494). Byl vnukem Jiřího IV. z Lichtenštejna († 1444) a Hedviky z Pottendorfu († 1449/1457). 
Jeho bratr Erasmus (1483–1524) se v roce 1509 oženil s Barborou ze St. Georgen a Poesingu (1488–1578). Jeho sestra Alžběta z Lichtenštejna-Steyeregu (1483–1517) se 7. března 1508 provdala za svobodného pána Wolfganga z Rogendorfu (1483–1540, padl v bitvě u Budína).

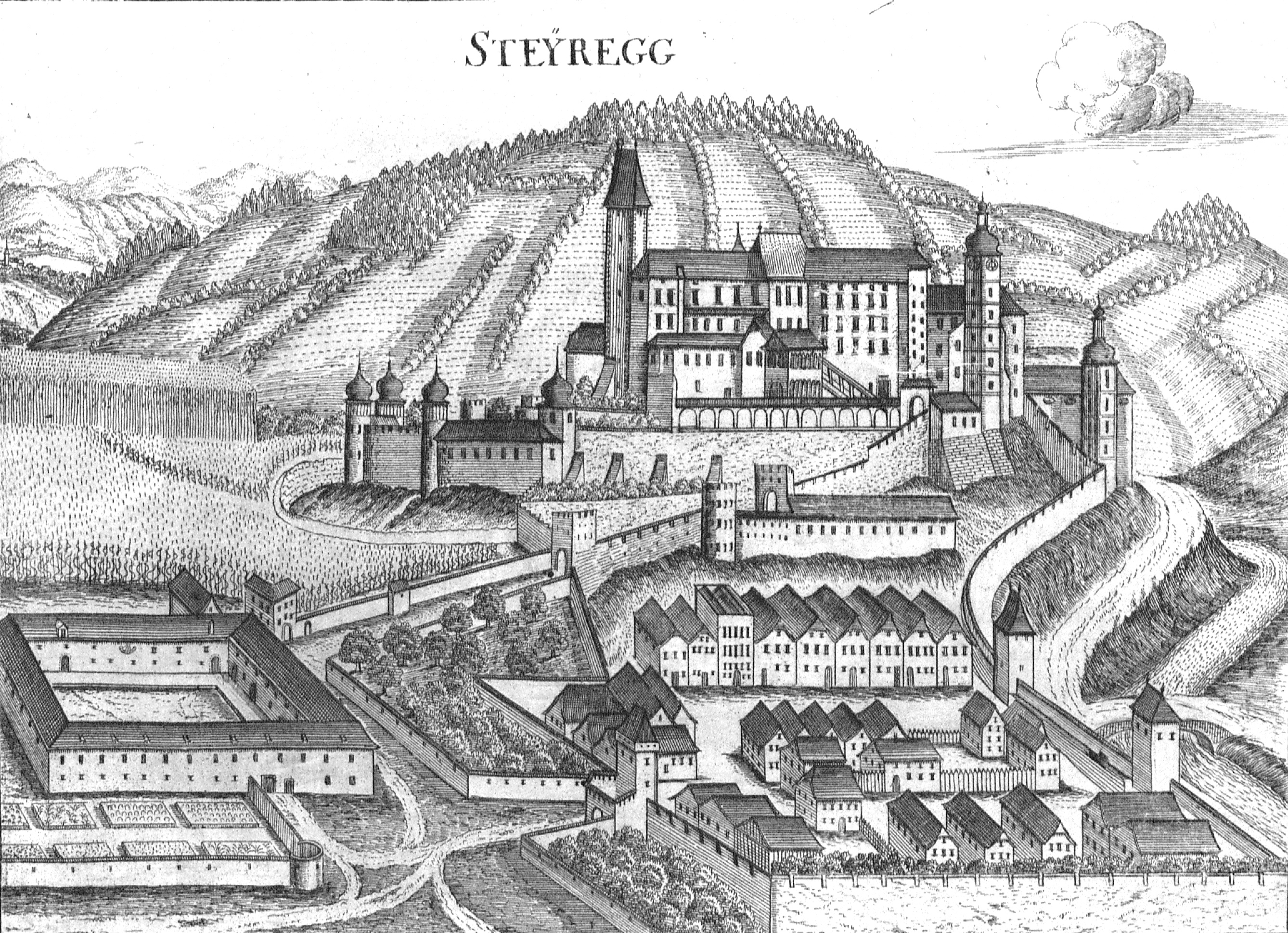
Zámek Steyeregg, Dolní Rakousko, 1674
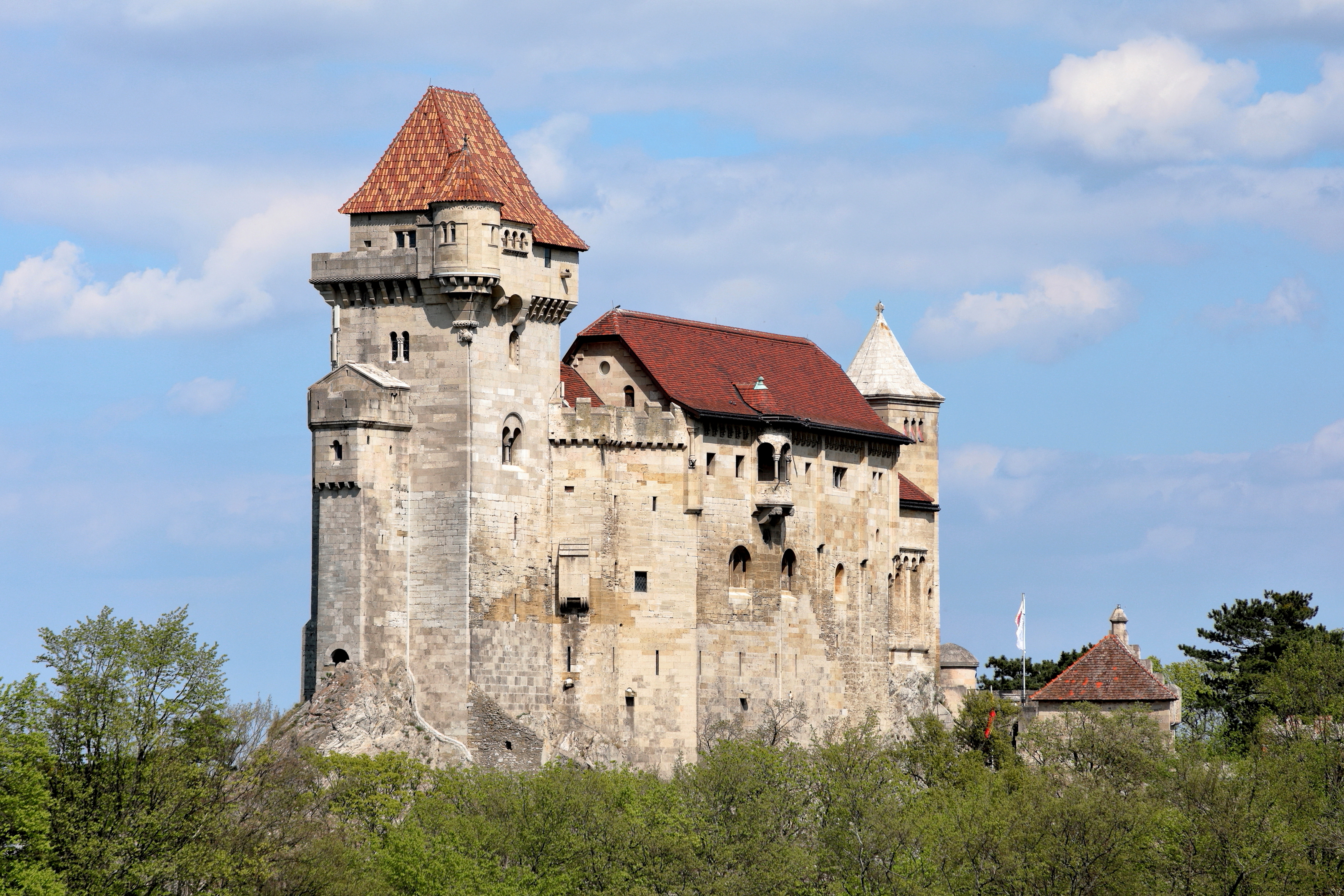
Hrad Liechtenstein v Dolních Rakousích

### Manželství a rodina
Jiří VI. z Lichtenštejna-Steyeregu se v roce 1518 oženil s Magdalenou z Polheimu (1497–1522), dceru svobodného pána Wolfganga IV. z Polheimu (1458–1512) a Johany van Borselen († 1509). Manželé měli čtyři dcery:   
- Anna z Lichtenštejna, provdaná v roce 1535 za Jana VI. z Lichtenštejna (1500 – 17. června 1552), syna Wolfganga I. z Lichtenštejna († 1520) a hraběnky Jenovéfy z Schaunbergu († 1519)
- Zuzana z Lichtenštejna-Mikulova (1520–1595), provdaná 1542 za svého bratrance Jiřího Hartmanna z Lichtenštejna (1513 – 12. července 1562), syna Hartmanna z Lichtenštejna-Valtic († 1539) a jeho druhé manželky Johany Mainburské († 1521)
- Marta z Lichtenštejna († listopad 1556), provdaná poprvé v roce 1534 za Jana Meziříčského z Lomnice (asi 1485 – 1537), podruhé v roce 1540 za Dětmara z Losensteinu († 1577)
- Benigna z Lichtenštejna († 6. září 1579), provdaná v roce 1535 za Otu z Lichtenštejna-Murau († 1564)

Vnuk Jiřího Karel I. byl prvním knížetem z Lichtenštejna (1608–1627), synem Jiřího Hartmanna z Lichtenštejna (1513–1562) a jeho dcery Zuzany z Lichtenštejna-Mikulova (1520–1595).